# Мьюленберг (округ)
Мью́ленберг (англ. Muhlenberg) — округ в штате Кентукки. По переписи 2000 года население составляет 31 839 человек. Округ назван в честь Питера Мюленберга. Окружным центром является город Гринвилл.

## География
Мьюленберг является частью западного региона угольных месторождений Кентукки. По переписи 2000 года, округ имеет общую площадь в 1241,7 км², из которых 1229,5 км² занимает суша и 12,2 км² вода.

### Соседние округа
- Мак-Лейн (север)
- Огайо (северо-восток)
- Батлер (восток)
- Логан (юго-восток)
- Тодд (юг)
- Крисчен (юго-запад)
- Хопкинс (запад)

### Города и населённые пункты
- Бримен
- Сентрал-Сити
- Дрейксборо
- Гринвилл
- Паудерли
- Саут-Карролтон
- Грейам

## Демография
По переписи 2000 года в округе Мьюленберг проживает 31,839 человек, имеется 12,357 домохозяйств и 9,057 семей, проживающих в округе. Плотность населения 26 чел./км ². В городе 13,675 единиц жилья со средней плотностью 11 чел./км². Расовый состав состоит из 94,19 % белых, 4,65 % афроамериканцев, 0,13 % коренных американцев, 0,13 % азиатов, 0,19 % других рас и 0,72 % — две или более рас. Латиноамериканцев любой расы — 0,73 %.
В округе существует 12,357 домохозяйств, в которых 30,70 % семей имеют детей в возрасте до 18 лет, проживающих с ними, имеется 59,70 % супружеских пар, живущих вместе, 10,40 % женщин проживают без мужей, а 26,70 % не имеют семьи. 24,30 % всех домохозяйств состоят из отдельных лиц и 12,60 % из одиноких людей в возрасте 65 лет и старше. Средний размер домохозяйства 2.45, средний размер семьи 2.90.
В округе проживает 22,60 % населения в возрасте до 18 лет, 9,20 % с 18 до 24 лет, 28,00 % с 25 до 44 лет, 24,80 % от 45 до 64 лет и 15,50 % от 65 лет и старше. Средний возраст составляет 39 лет. На каждые 100 женщин приходится 98.00 мужчин. На каждые 100 женщин в возрасте 18 лет и старше насчитывается 96.20 мужчин.
Средний доход на домохозяйство составляет $28,566, средний доход на семью $33,513. Мужчины имеют средний доход $29,952 против $18,485 у женщин. Доход на душу населения в городе равен $14,798. 15,50 % семей или 19,70 % населения живут за чертой бедности, в том числе 26,00 % из них моложе 18 лет и 17,00 % в возрасте 65 лет и старше.

## Известные уроженцы
- Дон Эверли — член дуэта «The Everly Brothers»
- Уоррен Оутс — актёр
- Мерл Трэвис — музыкант